# Live! At the "Golden Circle"
Live! At the "Golden Circle" är det tredje albumet med Made in Sweden. Det är ett livealbum inspelad på klubben "Gyllene Cirkeln" 1970 i Stockholm.
Tekniker: Berndt Berndtson, Omslagsfoto: Carl Johan Rönn, Peter Ohlström. Albumdesign: Peter Wiking. Albumtext: Roger Wallis.

## Låtlista[1]
Sida A
1. Mercy, Mercy – 7.24 (Joe Zawinul, Gail Levy, Vincent Levy)
2. Peter Gunn – 5.52 (Henry Mancini)
3. Sombrero Sam – 13.02 (Charles Lloyd)

Sida B
1. A Day in the Life – 10.10 (John Lennon, Paul McCartney)
2. Kristallen den grymma 6.54 (Arr.: G. Wadenius)

## Medverkande[1]
- Jojje Wadenius – gitarr
- Bosse Häggström – elbas
- Tommy Borgudd – trummor

### Fotnoter
1. 1 2 3 4  Sonet SLP-2506 skivomslag
2. ↑  ”Made In Sweden - Live at the Golden Circle”. discogs.com. https://www.discogs.com/release/2315261-Made-In-Sweden-Live-At-The-Golden-Circle. Läst 3 april 2024.